# 毒擬鮋
毒擬鮋（学名：Scorpaenopsis diabolis）為鮋科擬鮋屬的一種。分布于从非洲东岸至夏威夷、台湾岛等。该物种的模式产地在印度洋和太平洋，水深1~70公尺。俗名駝背石狗公、虎魚、過溝仔、臭頭格仔，

## 特徵
本魚體延長，側扁，兩眼間隔區稍寬，後頭部形成顯著的圓形隆起，頭部的長度為兩眼眶距離的5倍左右，兩眼眶的距離大魚眼徑，上頜往上翹起，口大，前位，斜裂。齒細小，上下頷、鋤骨均具絨毛狀齒，腭骨則無齒。鱗小，體被櫛鱗，胸部被圓鱗，腹部具櫛鱗和圓鱗。胸鰭內側為黃色，尾鰭中間有一條顏色稍淡的寬帶，長度較長而超過臀鰭之起點。體色及斑紋會隨環境而變化，表面附有許多小皮瓣，鰭條具有劇毒，須小心刺傷。背鰭連續，硬棘部基底長於軟條部基底，鰭間有一缺刻；腹鰭胸位，伸達肛門；尾鰭截形。體長可達30公分。

## 生態
本魚棲息於珊瑚礁或岩礁，大部分時間都躲在礁岩洞穴中，將頭朝外，眼光盯著洞外，將自己偽裝十分隱密，為肉食性魚類，以小魚、甲殼類為主食。

## 經濟利用
可食用，適合煮薑絲清湯。